# Georg Wetzell
Georg Wetzell (Nieder-Erlenbach, 5. ožujka 1869. -  Augsburg, 3. siječnja 1947.) je bio njemački general i vojni zapovjednik. Tijekom Prvog svjetskog rata obnašao je dužnost načelnika stožera III. korpusa i 5. armije na Zapadnom bojištu, dok je nakon rata obnašao dužnost načelnika Trupske uprave (Truppenamt).

## Vojna karijera
Georg Wetzell je rođen 5. ožujka 1869. u Nieder-Erlenbachu. U prusku vojsku stupa u listopadu 1889. služeći u 16. lotarinškoj pionirskoj bojnoj smještenoj u Metzu. Od listopada 1893. nalazi se na službi u 20. lotarinškoj pionirskoj bojnoj, te se školuje Topničko-inženjerskoj školi. U listopadu 1898. premješten je na službu u 5. lotarinšku pješačku pukovniju tijekom koje službe je u listopadu 1899. promaknut u čin poručnika. Od 1901. pohađa Prusku vojnu akademiju koju završava 1903. godine. U ožujku 1906. je unaprijeđen u čin satnika, da bi iduće, 1907. godine, bio premješten na službu u Strasbourg gdje kao stožerni časnik služi u stožeru XV. korpusa. U navedenom korpusu služi do ožujka 1909. kada je imenovan zapovjednikom satnije u 1. donjoalzaškoj pješačkoj pukovniji. Nakon toga, u svibnju 1911., premješten je na službu u stožer 2. pješačke divizije kojom je u Insterburgu zapovijedao Otto von Hügel. U listopadu 1912. promaknut je u čin bojnika, nakon čega je u travnju 1913. raspoređen na službu u stožer III. korpusa sa sjedištem u Berlinu kojim je zapovijedao Ewald von Lochow. Na navedenoj dužnosti nalazi se i na početku Prvog svjetskog rata.

## Prvi svjetski rat
Na početku Prvog svjetskog rata III. korpus u čijem je stožeru služio Wetzel nalazio se u sastavu 1. armije kojom je na Zapadnom bojištu zapovijedao Alexander von Kluck. U sastavu istog sudjeluje u Graničnim bitkama i to u Bitci kod Monsa, te nakon toga u Prvoj bitci na Marni. U prvoj polovici 1915. III. korpus sudjeluje u borbama kod Soissonsa, te u svibnju u Drugoj bitci u Artoisu. Prije toga, u ožujku, Wetzell je imenovan načelnikom stožera III. korpusa zamijenivši na tom mjestu Hansa von Seeckta koji je postao načelnikom stožera 11. armije. Na jesen Wetzell je s III. korpusom premješten na Balkansko bojište gdje u listopadu i studenom 1915. sudjeluje u napadu na Srbiju. Po završetku te operacije III. korpus je vraćen na Zapadno bojište gdje Wetzell sudjeluje u Verdunskoj bitci.
U kolovozu 1916. postaje načelnikom operativnog odjela Glavnog stožera zamijenivši na tom mjestu Gerharda Tappena. Usko surađuje sa zamjenikom načelnika Glavnog stožera Erichom Ludendorffom u planiranju njemačkih operacija u tom razdoblju. Dana 11. prosinca 1916. odlikovan je ordenom Pour le Mérite, dok je u prosincu 1917. nakon uspješne ofenzive kod Kobarida promaknut u čin potpukovnika. Nakon neuspjeha njemačkih Proljetnih ofenziva u rujnu 1918. imenovan je načelnikom stožera 5. armije kojom je zapovijedao Georg von der Marwitz. Navedenu dužnost obnašao je sve do kraja rata.

## Poslije rata
Nakon završetka rata Wetzell od prosinca 1918. obnaša dužnost načelnika stožera XVIII. korpusa. Ostao je u novoj njemačkoj vojsci Reichswehru gdje je 1920. promaknut u čin pukovnika. Od ožujka 1921. obnaša dužnost inspektora obavještajnog odjela u ministarstvu obrane (Reichswehrministerium) da bi u prosincu 1923. bio unaprijeđen u čin general bojnika. U veljači 1926. imenovan je načelnikom Trupske uprave (Truppenamt) koji je u Weimarskoj Njemačkoj zapravo bio zamjena za Glavni stožer koji njemačka vojska prema odredbama Versailleskog mirovnog ugovora nije smjela imati. Na navedenoj dužnosti nalazi se do travnja 1927. kada preuzima zapovjedništvo nad Grupnim zapovjedništvom 1 (Gruppenkommando 1) u Berlinu. U međuvremenu je, u veljači 1927., promaknut u čin general poručnika. S danom 31. listopadom 1927. se umirovljuje. Istodobno dobiva i počasni čin generala pješaštva.
Nakon umirovljenja osniva vojni časopis Deutsche Wehr. Početkom 1930. odlazi u Kinu gdje radi kao vojni savjetnik iduće četiri godine. Od listopada 1934. glavni je urednik vojnog časopisa Militär-Wochenblatt i to do prosinca 1942. kada je časopis ukinut. U navedenom razdoblju autor je mnogobrojnih znanstvenih članaka vojne i političke tematike.
Preminuo je 3. siječnja 1947. u 78. godini života u Augsburgu.

## Vanjske poveznice
(eng.) Georg Wetzell na stranici Prussianmachine.com

(njem.) Georg Wetzell na stranici Lexikon der Wehrmacht.de

(njem.) Georg Wetzell na stranici Archivportal-d.de